# Slot A
Slot Aは、AMDのAthlonで使用された242ピンのシングル・エッジ・コネクタの、物理的・電気的仕様である。

## 概要
Slot Aコネクタは、Socket 7やSuper Socket 7、更にはSlot 1よりも高いデータ転送レートを使用することが出来た。Slot Aのマザーボードは、DECのEV6バスプロトコルを使用していた。これは当初、Alpha 21264プロセッサのために開発されたものである。

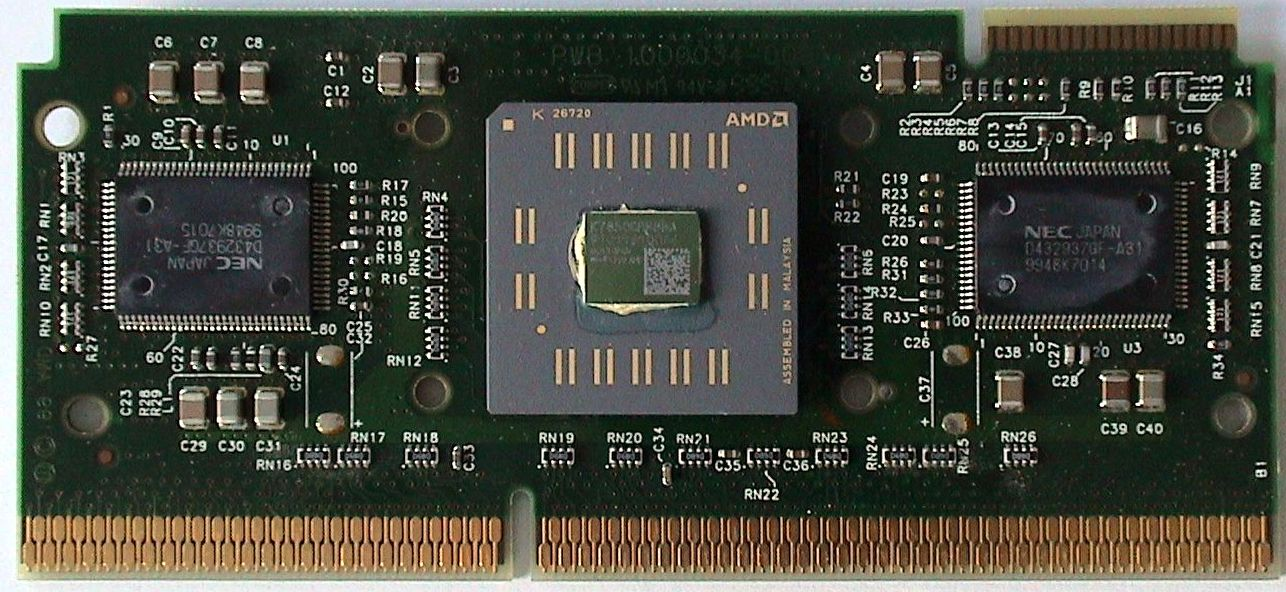
Slot A用Athlonドーターボードのケースとヒートシンクを取り外したもの。中央がCPUで左右のチップがSRAM

Slot A用Athlonプロセッサは、PGAパッケージのものがハンダ付けで取り付けられたCPUボードの形で発売された。これは同時期のインテル Pentium IIプロセッサ同様、当時の半導体プロセスではパソコン用途の常識的なコストでオンダイで装備することが不可能だった大容量L2キャッシュ用SRAMを、外付けのチップで搭載するためであった。ボードは上部にもコネクタを持つが、これは工場で安定動作する最高クロックを調べるためのもので、「Goldfinger」と通称され、この接点を使ってしばしばCPUをオーバークロックさせる改造が行われた。
Slot AはインテルのSlot 1と形状においては互換性があったが、電気的な互換性はなかった。結果として、Slot Aのマザーボードは、Slot 1のマザーボードに対して180度回転させた向きでコネクタを実装するように設計された。これは、Slot 1用のプロセッサをSlot Aマザーボードに挿入することや、その逆のような、誤った挿入を防ぐためである。インテルのSlot 1と同じコネクタの機構部材を利用することで、マザーボードメーカーはSlot 1とSlot Aのマザーボードの組み立てのため、共通の部品を在庫することになり、コストを下げることが出来た。
なお、インテルではスロット形式のCPUカートリッジを「S.E.C.C(シングル・エッジ・コネクタ・カートリッジ)」と呼んでいるが、AMDでは特にこの形式のパッケージの名称を定めておらず、Slot A用Athlonのパッケージを「S.E.C.C」と呼ぶのは厳密には正確ではない。
のちに、AthlonのL2キャッシュがオンダイになるとドーターボード形式にする理由がなくなり、Slot AはSocket Aに置き換えられた。

## 採用製品
CPU
- AMD
  - Athlon

チップセット
- AMD
  - 750
- VIA
  - KX133